# Vladimir Vranješ
Vladimir Vranješ (* 14. Dezember 1988 in Banja Luka, SR Bosnien, SFR Jugoslawien) ist ein bosnisch-herzegowinischer Handballspieler.

## Karriere
Vladimir Vranješ begann das Handballspielen bei RK Borac Banja Luka, wo er bereits mit 14 Jahren sein Debüt in der 1. Mannschaft bestritt. 2012 ging er zum spanischen Verein Ademar León. Nach einer Saison wechselte er 2013 nach Ungarn zu Pick Szeged. Mit Szeged konnte er 2014 den EHF Pokal gewinnen. Ab 2016 stand er dann im Kader von Tatabánya KC. 2020 unterschrieb er dann einen Vertrag für Brest GK Meschkow in Belarus. Mit Brest wurde er 2021 und 2022 belarussischer Meister und gewann 2021 den belarussischen Pokal. Ab 2022 stand er dann im Kader von Benfica Lissabon. Im Sommer 2023 wechselte er zum deutschen Bundesligisten HSG Wetzlar. Seit der Saison 2025/26 steht er beim ungarischen Verein Csurgói KK unter Vertrag.
Vranješ steht im Kader der bosnisch-herzegowinischen Nationalmannschaft. Er stand im Kader für die Weltmeisterschaft 2015, wo sie den 20. Platz belegten. Weiter konnte er sich mit der Nationalmannschaft für die Europameisterschaft 2020 und 2022 qualifizieren und belegte dort jeweils den 23. Platz.